# Zhou Yongkang
Pour les articles homonymes, voir Zhou.
Dans ce nom chinois, le nom de famille, Zhou, précède le nom personnel.
Zhou Yongkang (周永康) (Xu Yongyue), né le 12 décembre 1942 à Wuxi dans la province de Jiangsu, est un homme politique chinois. PDG du géant pétrolier CNPC, responsable de la sécurité d'État, il est un ancien membre du Comité permanent du bureau politique du Parti communiste chinois. Il est ministre de la Sécurité publique de la république populaire de 2002 à 2007. Il est membre du Conseil des affaires de l'État. Il est maire de la ville de Panjin, de 1983 à 1985.
Zhou Yongkang est arrêté en 2014, puis condamné à la prison à vie lors d'un procès à huis clos.

## Biographie

### Enfance, études et carrière d'ingénieur
Zhou Yongkang naît en 1942. D'abord prénommé « Yuangen », il est renommé « Zhou » par un instituteur pour éviter une confusion avec un élève homonyme. Issu d'une famille modeste (son père est pêcheur d'anguilles), il grandit loin des « princes rouges » qu'il va côtoyer durant sa carrière politique. Il fait ses études au département d'exploration de l'Institut du pétrole de Beijing, spécialisé en exploration géophysique de 1961 à 1966. Il travaille comme ingénieur supérieur au rang équivalent à celui de professeur : comme technicien de l'équipe d'étude géologique de l'usine no 673 (de 1967 à 1970), comme technicien et secrétaire de la cellule du Parti et dirigeant de la brigade du bureau régional du commandement de la campagne d'exploration de pétrole de Liaohe (de 1970 à 1973).

### Carrière ministérielle et politique
Il adhère au PCC en novembre 1964. De 1976 à 1979, il est directeur adjoint du Département politique du BEPL. De 1979 à 1983, il est directeur général adjoint du BEPL et également secrétaire du Parti du centre de forage du BEPL, secrétaire du Parti et également commandant du Centre d'exploration géophysique du BEPL. De 1983 à 1985, il devient directeur général et secrétaire adjoint du PCC du BEPL, et secrétaire adjoint du PCC et maire de Panjin, dans la province du Liaoning.
De 1985 à 1988, il est vice-ministre au ministère de l'Industrie pétrolière et membre de l'équipe dirigeante du PCC du ministère. De 1988 à 1996, il est directeur général adjoint et secrétaire adjoint de l'équipe dirigeante du PCC de China National Petroleum and Natural Gas Corporation. De 1996 à 1998, il est directeur général et secrétaire de groupe dirigeant du PCC de China National Petroleum and Natural Gas Corporation.
De 1998 à 1999, il est ministre et secrétaire du groupe dirigeant du PCC du Territoire et des Ressources naturelles. De 1999 à 2002, il est secrétaire du Comité du PCC pour la province du Sichuan. De 2002 à 2003, il est membre du bureau politique et membre du secrétariat du Comité central du PCC, secrétaire adjoint du Comité des Affaires politiques et législatives du Comité central du PCC, ministre de la Sécurité publique et secrétaire du groupe dirigeant du Parti du ministère.
À la fin des années 1990, il est mis en accusation pour une affaire de corruption par les députés de l'Assemblée nationale populaire et quelque temps démis de ses fonctions.
De 2003 à 2007, membre du Bureau politique et membre du secrétariat du Comité central du PCC, conseiller d'État et membre du groupe dirigeant du PCC du Conseil des Affaires d'État, secrétaire adjoint du Comité des Affaires politiques et législatives du Comité central du PCC, et ministre de la Sécurité publique (à partir de 2002) et secrétaire du groupe dirigeant du Parti du ministère.
À la tête du ministère de la Sécurité publique, il exerce une influence importante, l'amenant à être comparé à Kang Sheng, le chef des services secrets de Mao Zedong. Il est proche de la « bande de Shanghai », un cercle d'influence rassemblée autour de l'ancien président Jiang Zemin, dont il a épousé la nièce, une journaliste de télévision, en 2001. Il exerce également une diplomatie parallèle en multipliant les rencontres avec ses homologues ministériels des grandes puissances mondiales.
À partir d'octobre 2007, il est membre du Comité permanent du Bureau politique du Comité central du PCC, conseiller d'État et membre du groupe dirigeant du PCC du Conseil des Affaires d'État, et secrétaire adjoint du Comité des Affaires politiques et législatives du Comité central du PCC.
Il prépare l'organisation de la sécurité des Jeux olympiques d'été de 2008 qui se tiennent à Pékin, devant toutefois collaborer avec le Guoanbu dirigé par Geng Huichang.
En 2011, il obtient d'importants crédits pour financer les forces sécuritaires sous son autorité. Il agite alors la peur d'une contagion du Printemps arabe dans le pays pour arriver à ses fins. Une partie des fonds disparaît dans des circuits financiers dont il est le bénéficiaire. Après sa chute en 2013, 12 milliards d'euros seront retrouvés chez lui et ses alliés.
Il est membre du 16e Politburo et du 17e et n'est pas reconduit dans le suivant, en 2012.

### Enquêtes pour corruption
En août 2013, le gouvernement chinois ouvre une enquête pour corruption à l'encontre de Zhou Yongkang ; elle coïncide avec le procès mené contre Bo Xilai, l'un de ses proches. Elle entre dans le cadre de la campagne anti-corruption menée par le nouveau président Xi Jinping, qui avait déclaré lors de son arrivée qu'elle viserait « aussi bien les tigres que les mouches », à savoir des personnalités politiques importantes. Si la procédure se poursuit, il s'agirait de la première inculpation d'un membre du Politburo (la plus haute instance dirigeante du pays) depuis la révolution culturelle.
Jiang Jiemin ou Li Dongsheng, des proches de Zhou, sont « placés sous enquête » dans des affaires de corruption. De même, Li Chongxi (en), un autre de ses protégés, président du Comité de la conférence consultative politique du peuple chinois pour la province du Sichuan, est placé sous enquête en décembre 2013.
Cette lutte anti-corruption sert aussi des intérêts politiques. Jiang Jiemin, comme la majorité des responsables incriminés, est un proche de Zhou ; lui-même étant considéré comme un proche de Bo Xilai. Zhou Yongkang serait le seul dirigeant du Politburo à s'être opposé à la mise à l'écart de Bo Xilai. Divers observateurs considèrent que la campagne anticorruption permet à Xi Jinping d'éliminer certains opposants politiques.
En décembre 2013, le New York Times annonce la mise en résidence surveillée de Zhou Yongkang et de sa femme.
Le dissident Qin Yongmin se félicite de l'arrestation de Zhou Yongkang, qu'il considère comme le premier responsable de la répression contre les dissidents chinois.
Les autorités chinoises auraient saisi 90 milliards de yuans d'actifs soit 10,5 milliards d'euros chez des proches de Zhou Yongkang, 300 d'entre eux auraient été arrêtés. Ainsi, outre Jiang Jiemin ou Li Dongsheng, son propre frère Zhou Yuanqing et son épouse ont été arrêtés en décembre 2013.
Le 29 juillet 2014, une enquête a été ouverte sur Zhou Yongkang, il est accusé de « violations graves de la discipline », formule désignant habituellement des faits de corruption.
Le 5 décembre 2014, Zhou Yongkang est arrêté et exclu du PCC. Il sera traduit en justice. Au préalable, selon la terminologie du Parti, Xi Jinping lui a « arraché les dents et les griffes » à savoir éradiquer ses soutiens en particulier dans l'appareil d'État. Le lendemain, Xinhua annonce que Zhou Yongkang était exclu du Parti pour « corruption, comportement immoral, divulgation de secrets d’État et violation de la discipline du parti en matière d’organisation et de confidentialité ». En janvier 2015, Ma Jian, un de ses proches, est arrêté après des accusations de corruption.
Le 11 juin 2015, il est condamné à la prison à perpétuité pour « recel de corruption, abus de pouvoir, et révélation intentionnelle de secrets d’État » par un tribunal de Tianjin, à l'issue d'un procès s'étant déroulé à huis-clos.

## Famille
Zhou Yongkang est marié à Jia Xiaoye, une ancienne présentatrice de la CCTV, de 28 ans sa cadette. Sa première femme est décédée, dans des circonstances suspectes, lors d'un accident de voiture.
Son fils, Zhou Bin, né en 1972, est chargé des affaires familiales. Il est soupçonné de détournement de dizaines de millions d’euros. Il posséderait dix-huit propriétés à Pékin dont une estimée à vingt-cinq millions d’euros et de nombreux comptes bancaires à l’étranger.
À la suite de la condamnation de Zhou Yongkang, sa femme et son fils Zhou Bin sont condamnés à 9 et 18 ans de prison pour corruption. Son fils doit payer une amende de 47 millions d'euros et ses biens « illégalement acquis » lui sont retirés.